# Feli (cântăreață)
Felicia Donose (n. 15 iunie 1986, Sebeș, Județul Alba), cunoscută sub numele de scenă Feli este o cântăreață și compozitoare din România. A atras atenția publicului în 2012, odată cu participarea la emisiunea Vocea României, iar cariera sa a cunoscut o ascensiune rapidă.
În octombrie 2014, a lansat primul său single, „Cine te crezi”, în colaborare cu HaHaHa Production și Cat Music, impresionând imediat publicul. Piesa s-a clasat în topurile muzicale și i-a adus o nominalizare la categoria Best Romanian Act la premiile MTV EMA 2015. Videoclipul melodiei a depășit 10 milioane de vizualizări, confirmând succesul artistei.
În anii următori, Feli și-a consolidat poziția în industria muzicală lansând hitul „Creioane colorate” și colaborând cu unii dintre cei mai mari artiști din România. 

## Biografie
Debutul în muzică a avut loc în adolescență, când a fost atât vocea, cât și compozitoarea trupei pop-rock Aliens. Feli a colaborat cu Edi Schneider, cunoscut ca Dj Phantom, iar apoi s-a îndreptat spre genul hip-hop, unde s-a implicat în câteva proiecte muzicale cu Grasu XXL, Puya și Guess Who.

### Vocea României
În 2012, Feli a participat la emisiunea-concurs Vocea României, unde a făcut parte din echipa lui Marius Moga, alături de care a ajuns până în semifinale, fiind totodată unul dintre concurenții creditați cu cele mai mari șanse la câștigarea concursului. În cadrul concursului, a interpretat piese din repertoriul Lady Gaga, Alicia Keys, Adele, En Vogue și Rihanna.

### 2014
Începând cu anul 2014, Feli a hotărât să se alăture echipei HaHaHa Production și să lucreze pentru propriul său proiect muzical. În luna octombrie a anului 2014, artista a lansat primul single din cariera sa, "Cine te crezi" care a fost foarte apreciat de ascultători. Tot în 2014, Feli a colaborat cu B.U.G. Mafia pentru piesa „Să cânte trompetele”, o compoziție semnată de Tataee, pe versuri scrise de cei 3 membri ai trupei.

### 2015
În anul 2015 Feli a lansat piesa „Gelozia”, împreună cu Speak. Melodia a fost lansată în perioada campaniei #maimusic, reușind să strângă peste 3,5 milioane de vizualizări pe YouTube. Piesa a fost realizată în regia lui Ionuț Trandafir și este o producție HaHaHa Production, fiind compusă de artistă, alături de Șerban Cazan și Speak. Tot în aceeași perioadă, Feli a mai lansat două piese: „Perfect for You”, alături de Dorian și „10 Minutes”, o colaborare cu Smiley.
La finalul anului 2015, Feli a lansat melodia „Creioane colorate”. Piesa ne aduce aminte că fiecare zi poate fi un nou început în care să descoperim lucruri, să vedem lumea cu tot ceea ce are mai frumos și să mulțumim pentru ceea ce am primit. Mesajul ei este completat și de un videoclip emoționant, regizat de Catrinel Danaiata .

### 2016
În anul 2016, Feli a lansat piesele „Va urma” – al cărei videoclip este regizat de Iulian Moga, melodia fiind compusă și produsă în studiourile HaHaHa Production și lansată în coproducție cu Cat Music – și „Timpul”.

### 2017
Anul 2017 a început prin lansarea unui remake rock al uneia dintre cele mai cunsocute piese a artistei Maria Tănase, „Cine iubește și lasă”.  În acest an a lansat și un featuring alături de Connectr-R, „Ceartă artă”, și a continuat cu single-ul „Acasă”, care a strâns peste 14 milioane de vizualizări.
Lansarea primului album, „Eu sunt Feli”, a avut loc în luna noiembrie și s-a concretizat printr-un eveniment la care i-au fost  alături peste 150 de invitați la Teatrul Metropolis și 180 000 de oameni live pe Facebook. Acesta conține șapte piese noi, dar și unele cunoscute deja precum „Acasă”, „Creioane colorate”, „Timpul” sau „Va urma”.

### 2018
2018 a fost marcat de o serie de hituri, printre care și „Bună de iubit”, cu care a participat la selecția națională 2018 care a decis reprezentantul României la Eurovision, unde s-a clasat pe locul 3.
Artista a lansat un total de 7 piese în 2018, multe dintre ele atingând topurile radio și TV. Printre piesele lansate se numără: „Rațele și vânătorii”, „Vals”(feat. Smiley), „Facil de amar”, „Două inimi”, „Spune-mi tot” (Grasu XXL & Guess Who feat. Feli), „Toți demonii mei” (Vunk feat. Feli).

### 2019
Artista a lansat una dintre cele mai populare piese ale anului: „Când răsare soarele”
Până la finalul anului, Feli a mai lansat mai multe piese de succes, printre care și: „Omule, deschide ochii”, prima filă din jurnalul ei muzical „Feli din poveste",  „Hainele și carnea”, „Frunze cad” și „Ultimul val” (Jean Gavril x Feli).

### 2020
2020 a fost un an plin de muzică pentru comunitatea artistei. A fost marcat de piese precum „Sus pe munte” sau „Banii n-aduc fericirea” (Feli feat. Grasu XXL). Anul a fost marcat de piesa cu Grasu XXL, care este un remake al cunoscutei piese vechi cu același nume, interpretată de Generic. S-a clasat pe locul 19 în topul 100 al celor mai difuzate piese la radio și TV din 2020, conform Mediaforest.  
Printre piesele lansate în 2020 se numără și „Împreună”, „Mă strigă mama”, „Amintirile”, „Du-te dorule” și „Vântul bate”.
Toate piesele enumerate fac parte din albumul cu influențe populare „Feli din poveste”, care continuă și în 2021.

### 2021
2021 reprezintă încheierea unui capitol lung din cariera muzicală a artistei. Cu piesele „Bade, tu ești pui de drac” și „Puiule, Puiuțule” ea încheie capitolul „Feli din poveste” și face trecerea, atât muzical cât și personal, la o nouă versiune. 
Totodată, în același an, artista s-a alăturat universului Disney cu piesa „Chiar de azi”, cântec destinat prințeselor Disney”.
2021 este anul în care artista face trecerea la un noul stil și sound. Chiar dacă artista și-a actualizat muzica, și-a păstrat esența, demonstrând acest lucru în single-ul anului, „Adu-ți aminte”. Feli încheie anul cu un colind de Crăciun - „Moș Crăciun ești și tu”.

### 2022
Anul 2022 reprezintă un an de experimentare muzicală, artista abordând un stil nou. Feli a lansat nu mai puțin de 5 piese, printre care se numără și „Liberă din nou” (feat. Jean Gavril), „Flori de argint”, „Când te țin în brațe”, „Dragoste nebună” și single-ul cu care a încheiat anul - „Promit”.
Single-ul „Promit” este considerat una dintre cele mai bune piese pentru dansul mirilor. Comunitatea artistei confirmă acest lucru - mai mult de 10.000 de oameni au folosit sunetul piesei pe TikTok.

### 2023
Pentru Feli anul 2023 a însemnat lansarea pieselor "Tu, poezie" , "Iubirea ca la piață", și o colaborare cu trapper-ul român NANE pentru piesa "Până-n zori".

### 2024
În anul 2024 Feli a lansat piesa "Ne iubim" considerată o continuare a piesei "Promit". "Ne iubim" este, de asemenea, considerată o piesă potrivită pentru dansul mirilor. Videoclipul piesei a fost filmat în București, în "Cinema Europa".
„Ce bine e” este încă o piesă pe care Feli a lansat-o în acest an. De data aceasta, este vorba despre un Live Session, filmat la Palatul Mogoșoaia.
În toamna anului 2024, Feli a lansat piesa "Apă și Pământ" - o poveste despre dragoste și speranță.

### 2025
Feli a lansat, în colaborare cu Grasu XXL piesa "Fostu'", o coproducție HaHaHa Production, Cat Music și DefJam Recordings România. Mai mult, aceasta a încercat, din nou, o alta abordare a unui nou tip de muzică, lansând piesa "Drama Mama".

## Discografie
- Eu sunt Feli[47] (2017)
- Feli din Poveste (2021)

Cântece
- Spune Dacă Faci, Part. III/ Codu' Penal feat. Feli/ (2006)
- Prima piatră /Silviu Pasca feat. Feli/ (2013)
- Cine te crezi (2014)
- Gelozia /feat. Speak/ (2015)
- Perfect for You (2015)
- 10 Minutes /Smiley feat. Feli/ (2015)
- Să cânte trompetele /B.U.G. Mafia feat. Feli/ (2014)
- Creioane colorate (2015)
- Time /Paul Damixie feat. Feli/ (2016)
- Va urma (2016)
- Timpul (2016)
- Hopai Diri Da /Damian & Brothers feat. Feli/ (2016)
- Ce mai vrei /Sore feat. Feli/ (2017)
- Ceartă artă /Feli feat. Connect-R/ (2017)
- Mă faci să simt ca... /Guess Who feat. Feli/ (2017)
- Acasă (2017)
- Trandafire /Damian Draghici feat. Feli/ (2017–2018)
- Averile /JUNO feat. Feli/ (2017–2018)
- Bună de iubit (2018)
- Vals /Smiley & Feli/ (2018)
- Facil de amar (2018)
- Două inimi (2018)
- Rațele și vânătorii (2018)
- Spune-mi tot /Grasu XXL & Guess Who feat. Feli/ (2018)
- Toți demonii mei /Vunk feat. Feli/ (2018)
- Hainele și carnea (2019)
- Când răsare soarele (2019)
- Frunze cad (2019)
- Ultimul val /Jean Gavril și Feli/
- Sus pe munte (2020)
- Împreună (2020)
- Mă strigă mama (2020)
- Banii n-aduc fericirea (2020)
- Amintirile (2020)
- Du-te dorule (2020)
- Vântul bate (2020)
- Bade, tu ești pui de drac (2021)
- Puiule, puiuțule (2021)
- Chiar de azi, cântec destinat prințeselor Disney (2021)
- Adu-ți aminte (2021)
- Moș Crăciun ești și tu (2021)
- Liberă din nou /feat. Jean Gavril/ (2022)
- Flori de argint (2022)
- Când te țin în brațe (2022)
- Dragoste nebună (2022)
- Promit (2022)
- Tu, poezie (2023)
- Iubirea ca la piață (2023)
- Până-n zori / feat. NANE (2023)
- Ne iubim (2024)
- Ce bine e (2024)
- Apă și pământ (2024)
- Moș Crăciun ești și tu / LIVE, Sala Palatului/ (2024)
- Fostu' / feat. Grasu XXL (2025)
- Drama Mama (2025)

## Premii și nominalizări
| An   | Premiu                 | Categorie                                                   | Recipient   | Rezultat     |
| ---- | ---------------------- | ----------------------------------------------------------- | ----------- | ------------ |
| 2016 | MTV Europe Music Award | "MTV Europe Music Award pentru cel mai bun interpret român" | Feli Donose | Nominalizare |